# Jean-Luc Maranelli
Jean-Luc Maranelli  est un footballeur français né le 6 septembre 1954 à Nice (Alpes-Maritimes). Il a joué milieu de terrain à l'AS Monaco et au Troyes AF.
Il a disputé 12 matchs en Division 1 sous les couleurs de l'AS Monaco.
Il a joué dans le film Coup de tête le rôle du joueur de l'USTT marquant le but de son équipe.

## Carrière de joueur
- 1973-1977 :  AS Monaco
- 1978-1979 :  Troyes AF[1]

## Palmarès
- Champion de France de Division 2 (Groupe A) en 1977 avec l'AS Monaco